# رود اوپا
رود اوپا (انگلیسی: Upa) یک رودخانه در استان تولای کشور روسیه است.